# Laothoe borkhauseni
Laothoe borkhauseni är en fjärilsart som beskrevs av Max Bartel 1900. Laothoe borkhauseni ingår i släktet Laothoe och familjen svärmare. Inga underarter finns listade i Catalogue of Life.